# Drino curepei
Drino curepei là một loài ruồi trong họ Tachinidae.